# Macaroeris albosignata
Macaroeris albosignata är en spindelart som beskrevs av Schmidt, Krause 1996. Macaroeris albosignata ingår i släktet Macaroeris och familjen hoppspindlar. Inga underarter finns listade i Catalogue of Life.